# 同和地区
同和地区（どうわちく）とは、同和対策事業の対象となった地区である。総称であり包括的定義のない被差別部落（あるいは特殊部落）とは異なり、正式な行政用語である。
同和対策事業は2002年（平成14年）で終了しているため、日本共産党を中心に旧同和地区という呼び方もされる。
これに対し同和対策事業の対象とならなかった被差別部落は、未指定地区、もしくは未解放部落と呼ばれる。

## 概要
「同和地区」の呼称は戦前の1941年（昭和16年）5月の「東京都同和地区調」に登場するが、同和対策事業の最初の根拠法たる「同和対策事業特別措置法」や、またその後の地域改善対策特別措置法（地対財特法）には出てこない。
これらの法令で規定されているのは「歴史的社会的理由により生活環境等の安定向上が阻害されている地域（以下「対象地域」という）について・・・」との表現である。
逆にこれら同和対策事業の必要性を指摘した「同和対策審議会答申」はその前文の冒頭で「昭和36年12月7日内閣総理大臣は本審議会に対して『同和地区に関する社会的及び経済的諸問題を解決するための基本方策』について諮問された。」として、この時点で「同和地区」という言葉を使用し、また、同答申はその「第一部の一同和問題の本質」の項で、「・・・現在でも『未解放部落』または『部落』などとよばれ、明らかな差別の対象となっているのである。
この『未解放部落』または「同和関係地区』（以下単に『同和地区』という）の起源や沿革については、・・・」とされているところからも明らかである。
したがって「同和地区」の意味するところは、「行政用語であり、被差別部落と同義」と解するべきであるとして「同和地区とは、同和対策事業の対象となった地区であるとの説明は誤りである」とする意見もある。
特に地元で「寝た子を起こすな」という声が強いところでは、同和地区と認定されない地区がある。（中野区中央、柏市八幡、八丁堀、入船）
こうした未指定地区の正確な数はわからないが、部落解放同盟は全国で1,000地区にものぼると推定し、同和対策の実施を求めている。しかし政府は、1987年（昭和62年）以降、新たな地区指定は行なっていない。

## 同和地区の概況
総務庁（現総務省）長官官房地域改善対策室の調査によれば、1993年（平成5年）の時点における同和地区の数は全国で4,533地区（うち91地区は同和関係人口が把握できなかった）。
各都道府県のうち、最も多くの同和地区を抱えるのが606地区を抱える福岡県、続いて、472地区を抱える広島県、457地区を抱える愛媛県となる。
また滋賀県のように地区の数は少ないが広大な面積が同和地区の地域も存在する。
日本共産党衆議院議員の東中光雄によると、1973年（昭和48年）9月に大阪市で同和対策事業の対象地域を指定した際、同年末まで対象地域の住民へ経過を通知しなかったことがあったという。